# مزققة برسونية
مزققة برسونية (الاسم العلمي:Ascobolus persoonii) هي نوع من الفطريات تتبع جنس المزققة من الفصيلة المزققية.